# غیرعمدی
غیرعمدی (سوئدی: De ofrivilliga) فیلمی در ژانر کمدی و درام به کارگردانی روبن اوستلوند است که در سال ۲۰۰۸ منتشر شد. فیلم ۵ داستان مجزا را به صورت موازی روایت می‌کند. فیلم نقدهای خوبی را از منتقدها گرفت و به عنوان نماینده سوئد در هشتاد و دومین دوره جوایز اسکار معرفی شد.

## داستان
جشن تولد لولا: در جشن تولد، پدر لولا، ویلمار، در یک حادثه که در ابتدا جزئی به نظر می‌رسد، از ناحیه چشم مجروح می‌شود. اگرچه خودش فکر می‌کند مشکلی پیش نیامده اما حالش بدتر و بدتر می‌شود و کسی جرات نمی‌کند که آمبولانس خبر کند.
سارا و لینیا: دو دختر نوجوان که دست به کارهایی می‌زنند که برای آن‌ها خطرناک است.
سفر با اتوبوس: گروهی از گردشگران با یک اتوبوس در حال سفر هستند که یکی از آن‌ها به پرده توالت آسیب می‌زند. راننده می‌گوید با زمانی که خرابکار رسماً عذرخواهی نکند به مسیر ادامه نمی‌دهد.
مدرسه: معلم جوانی به نام سیلیسیا سعی می‌کند به دانش آموزانش یاد دهد که تحت تأثیر نظر دیگران قرار نگیرند اما شرایط دشواری برای خودش پیش می‌آید.
گروه مردان: شوخی‌های گروهی از مردان میانسال که سال‌هاست یکدیگر را می‌شناسند باعث ناراحتی یکی از آن‌ها می‌شود.